# Тарково-Дольне
Тарково-Дольне (пол. Tarkowo Dolne) — село в Польщі, у гміні Нова-Весь-Велька Бидґозького повіту Куявсько-Поморського воєводства.
Населення — 374 особи (2011).
У 1975-1998 роках село належало до Бидгощського воєводства.

## Демографія
Демографічна структура станом на 31 березня 2011 року:
|          | Загалом | Допрацездатний вік | Працездатний вік | Постпрацездатний вік |
| -------- | ------- | ------------------ | ---------------- | -------------------- |
| Чоловіки | 184     | 47                 | 130              | 7                    |
| Жінки    | 190     | 39                 | 128              | 23                   |
| Разом    | 374     | 86                 | 258              | 30                   |